# Gianni Dei
Gianni Dei, talvolta accreditato come Gianni Dei Carpanelli, Nino Dei e John Day (Bologna, 21 dicembre 1940 – Roma, 19 ottobre 2020), è stato un attore e cantante italiano noto per la sua attività di caratterista svolta dalla fine degli anni sessanta agli anni ottanta.

## Biografia
Presa la licenza liceale si trasferì a Roma e iniziò l'attività di attore con un piccolo ruolo in Via Margutta di Mario Camerini. Dopo una dozzina di film, interpretò il protagonista di Pronto... c'è una certa Giuliana per te, commedia del 1967 con Mita Medici e la regia di Massimo Franciosa.
Fu interprete di b-movie e pellicole di rilievo (comici, commedia all'italiana, commedia erotica all'italiana, musicarelli, thriller, poliziotteschi). In totale girò una quarantina di lungometraggi, a partire dagli anni sessanta fino a fine anni ottanta.
Negli anni duemila apparve in alcuni documentari sul cinema italiano, tra i quali Paura: Lucio Fulci Remembered - Volume 1 (2008), e nel film realizzato con materiali di archivio Not Quite Hollywood: The Wild, Untold Story of Ozploitation! (2008).
Si cimentò anche come cantante apparendo in qualche trasmissione televisiva; nella seconda metà degli anni sessanta fece parte per qualche tempo dei Cantori Moderni di Alessandroni. Ha inciso nove album dal 1988 al 2010 con canzoni scritte da lui stesso insieme ad autori importanti come Cristiano Malgioglio, Corrado Castellari, Massimiliano Pani, Maurizio Vandelli, Marco Ferradini, Pino D'Angiò e Dario Baldan Bembo. La sua ultima incisione è il singolo L'amore è sole del 2016.
Nel 1998, a oltre trent'anni di distanza dal film Pronto... c'è una certa Giuliana per te, tornò a collaborare con Mita Medici in occasione del singolo Ma che fiesta interpretato in duetto dai due, del quale fu realizzato anche un videoclip che li vide nuovamente insieme sul set.
Gianni Dei è morto il 19 ottobre 2020 a 79 anni.

## Discografia

### Album in studio
- 1988 – Lista d'attesa (Top Records, TP 66708)
- 1989 – Inflazione Amerikana (Yep, YPL 17)
- 1991 – L'angelo di Hitchcock (Fonit Cetra, TLPX 281)
- 1993 – Fragole e Champagne (Centotre, MFCD 023)
- 1994 – Nessuno è imbattibile (Columbia, 478090 1)
- 1996 – Mordi il meglio della vita (BMG, 74321 377742)
- 1997 – Cronaca d'amore (BMG, NR 20332)
- 2000 – Dei By Day (Sony Music, CD 103)
- 2010 – Inevitabilmente amore (Edel, CD 012010)

### Singoli
- 1988 – Nei miei pugni stai/Succede... (Top Records, TP 66016)
- 1989 – Straniera/Cercami (NAR, PD 2189)
- 1989 – Ma sì che ce la fai/Marinai marinai (Disco 3, DT 2490) - duetto con Sandra Milo
- 1993 – Un'altra estate (Centotre, CDS 9901)
- 1994 – C'est la vie (Columbia, COL 660406)
- 1997 – Tacones altos (Geronimo's Cadillac)/Cronica de amor (Mandy) (Hitwave Music, HX 141)
- 1998 – Ma che fiesta (Centotre, CNT 80822) - duetto con Mita Medici
- 1999 – E se domani (Centotre, CDS 9902)
- 2016 – L'amore è sole (JB Production)

### Raccolte
- 2001 – Nico dei Gabbiani e Gianni Dei - Insieme (Centotre, BB 301)

## Filmografia
- I ragazzi del juke-box, regia di Lucio Fulci (1959)
- Via Margutta, regia di Mario Camerini (1960)
- Rapina al quartiere Ovest, regia di Filippo Walter Ratti (1960)
- Io bacio... tu baci, regia di Piero Vivarelli (1961)
- La cuccagna, regia di Luciano Salce (1962)
- Canzoni in... bikini, regia di Giuseppe Vari (1963)
- I due pericoli pubblici, regia di Lucio Fulci (1964)
- Canzoni, bulli e pupe, regia di Carlo Infascelli (1964)
- La settima tomba, regia di Garibaldi Serra Caracciolo (1965)
- Lo sceriffo che non spara, regia di José Luis Monter (1965)
- La donnaccia, regia di Silvio Siano (1965)
- Rita, la figlia americana, regia di Piero Vivarelli (1965)
- Le sedicenni, regia di Luigi Petrini (1965)
- Te lo leggo negli occhi, regia di Camillo Mastrocinque (1966)
- Il ladro della Gioconda (On a volé la Joconde), regia di Michel Deville (1966)
- È mezzanotte... butta giù il cadavere, regia di Guido Zurli (1966)
- Pronto... c'è una certa Giuliana per te, regia di Massimo Franciosa (1967)
- Il profeta, regia di Dino Risi (1968)
- I peccati di Madame Bovary, regia di Hans Schott-Schöbinger (1969)
- Il diario proibito di Fanny, regia di Sergio Pastore (1969)
- Gli angeli del 2000, regia di Honil Ranieri (1969)
- La guerra sul fronte Est, regia di Tanio Boccia (1970)
- La ragazza dalle mani di corallo, regia di Luigi Petrini (1971)
- Un bianco vestito per Marialé, regia di Romano Scavolini (1972)
- Il sesso della strega, regia di Angelo Pannacciò (1973)
- Scusi, si potrebbe evitare il servizio militare?... No!, regia di Luigi Petrini (1974)
- Gli assassini sono nostri ospiti, regia di Vincenzo Rigo (1974)
- La sensualità è... un attimo di vita, regia di Dante Marraccini (1975)
- Una vergine in famiglia, regia di Mario Siciliano (1975)
- Diabolicamente... Letizia, regia di Salvatore Bugnatelli (1975)
- Campagnola bella, regia di Mario Siciliano (1976)
- La cameriera nera, regia di Mario Bianchi (1976)
- Il conto è chiuso, regia di Stelvio Massi (1976)
- Le impiegate stradali (Batton Story), regia di Mario Landi (1976)
- D'improvviso al terzo piano, regia di Amasi Damiani (1977)
- Fate la nanna coscine di pollo, regia di Amasi Damiani (1977)
- Giallo a Venezia, regia di Mario Landi (1979)
- Napoli una storia d'amore e di vendetta, regia di Mario Bianchi (1980)
- La zia di Monica, regia di Giorgio Mille (1980)
- Patrick vive ancora, regia di Mario Landi (1980)
- Peccati a Venezia, regia di Amasi Damiani (1980)
- Corpi nudi, regia di Amasi Damiani (1983)
- Manhattan gigolò, regia di Amasi Damiani (1986)
- Delitti, regia di Giovanna Lenzi (1987)
- Amore inquieto di Maria, regia di Sergio Pastore (1987)
- La tempesta, regia di Giovanna Lenzi (1988)
- Il cavalier Bruschetta (C'era una volta), regia di Remigio Soldini (1998, inedito)
- I Love You Like a Twist, regia di Lorenzo Lepori (2012)